# Jan Šebor (chemik)
Jan Šebor (23. ledna 1875, Teplice, Šanov – 1944, Praha) byl český chemik, který se věnoval elektrochemii.

## Studium
I když Jan Šebor pocházel z rodiny řemeslníka, dostalo se mu dobrého vzdělání. V roce 1894 maturoval, v roce 1898 úspěšně složil II. státní zkoušku na chemickém odboru České vysoké školy technické v Praze. Doktorát filosofie získal na Univerzitě Karlově v roce 1900.

## Praxe
Jan Šebor se chtěl věnovat vědecké činnosti, která vyžadovala práci ve vybavené laboratoři, a proto přijal místo praktikanta u firmy František Šebor na Žižkově.
Práci v laboratoři se mohl věnovat i v době, kdy pracoval jako asistent oboru anorganické analytické chemie na České vysoké škole technické v Praze u profesora Preise. Jako asistent pracoval i u profesora Lorenze v Curychu 1901.
Jan Šebor se kromě výzkumu věnoval i pedagogické práci. V letech 1901–1920 byl učitelem chemické technologie a fotografické reprodukce na Státní umělecko-průmyslové škole v Praze. Působil i na Vysoké škole chemicko-technologického inženýrství v Praze, kde získal vědecko-pedagogickou hodnost docent v oboru elektrochemie a radiologie.
Pracoval také jako redaktor Chemických listů.
Stal se přednostou biochemického ústavu Českého odboru rady zemědělské v Praze a přednostou ústavu pro zemědělskou kontrolu Státních ústavů zemědělských v Bratislavě.

## Výzkum
Z desítek témat, jimiž se vědecky zabýval, lze zmínit:
- elektrochemické usměrňování proudu střídavého
- hliník jako katodový materiál
- skla olovnato-barnatá
- fyzikální vlastnosti skel
- studie o chlorofylu
- radioaktivita československých hornin
- spektrální analýza kvantitativní
- thoriová emanace
- elektrochemické stanovení kadmia

## Společenské aktivity
Jan Šebor byl činný v Československém spolku chemickém, v Červeném kříži, v Československo-holandsko-skandinávské společnosti, ve Spolku asistentů, docentů a učitelů vysokoškolských, ve Sportovním klubu úředníků v Karlíně a ve společnosti Technická muzea československá.
V rámci činnosti České chemické společnosti pro vědu a průmysl v Praze prováděl přednášky pro členy i hosty.